# Фінал чемпіонату світу з футболу 2018
Фінал чемпіонату світу з футболу 2018 — футбольний матч, у якому визначиться переможець чемпіонату світу 2018. Гра відбулася 15 липня 2018 року на стадіоні «Лужники» в Москві між збірними Франції та Хорватії. Перемогу з рахунком 4:2 і титул чемпіона світу здобула французька збірна.

## Передмова
| № | Дата              | Місце              | Турнір                         | Матч               | Результат |
| - | ----------------- | ------------------ | ------------------------------ | ------------------ | --------- |
| 1 | 8 липня 1998      | Париж, Франція     | Півфінал чемпіонату світу 1998 | Франція — Хорватія | 2 — 1     |
| 2 | 13 листопада 1999 | Париж, Франція     | Товариський матч               | Франція — Хорватія | 3 — 0     |
| 3 | 28 травня 2000    | Загреб, Хорватія   | Товариський матч               | Хорватія — Франція | 0 — 2     |
| 4 | 17 червня 2004    | Лейрія, Португалія | ЧЄ 2004 груповий турнір        | Хорватія — Франція | 2 — 2     |
| 5 | 29 березня 2011   | Париж, Франція     | Товариський матч               | Франція — Хорватія | 0 — 0     |

## Шлях до фіналу
| М  | Команда   | І | В | Н | П | МЗ | МП | РМ | О |
| -- | --------- | - | - | - | - | -- | -- | -- | - |
| 1. | Франція   | 3 | 2 | 1 | 0 | 3  | 1  | +2 | 7 |
| 2. | Данія     | 3 | 1 | 2 | 0 | 2  | 1  | +1 | 5 |
| 3. | Перу      | 3 | 1 | 0 | 2 | 2  | 2  | 0  | 3 |
| 4. | Австралія | 3 | 0 | 1 | 2 | 2  | 5  | −3 | 1 |

| М  | Команда   | І | В | Н | П | МЗ | МП | РМ | О |
| -- | --------- | - | - | - | - | -- | -- | -- | - |
| 1. | Хорватія  | 3 | 3 | 0 | 0 | 7  | 1  | +6 | 9 |
| 2. | Аргентина | 3 | 1 | 1 | 1 | 3  | 5  | −2 | 4 |
| 3. | Нігерія   | 3 | 1 | 0 | 2 | 3  | 4  | −1 | 3 |
| 4. | Ісландія  | 3 | 0 | 1 | 2 | 2  | 5  | −3 | 1 |

## Матч
| 15 липня 2018 18:00 (UTC+3) |

| Франція                                                     | 4—2      | Хорватія                  |
| ----------------------------------------------------------- | -------- | ------------------------- |
| Манджукич 18' (аг) Грізманн 38' (пен.) Погба 59' Мбаппе 65' | Протокол | 28' Перишич 69' Манджукич |

| Лужники, Москва Глядачів: 78 011 Арбітр: Нестор Пітана (Аргентина) |

| Франція | Хорватія |

 width="100%"
| ВР               | 1  | Уго Льоріс       |     |     |
| ЗХ               | 2  | Бенжамен Павар   |     |     |
| ЗХ               | 4  | Рафаель Варан    |     |     |
| ЗХ               | 5  | Самюель Умтіті   |     |     |
| ЗХ               | 21 | Лукас Ернандес   | 41' |     |
| ПЗ               | 6  | Поль Погба       |     |     |
| ПЗ               | 13 | Н'Голо Канте     | 27' | 55' |
| ПЗ               | 10 | Кіліан Мбаппе    |     |     |
| ПЗ               | 7  | Антуан Грізманн  |     |     |
| ПЗ               | 14 | Блез Матюїді     |     | 73' |
| НП               | 9  | Олів'є Жіру      |     | 81' |
| Заміни:          |    |                  |     |     |
| ВР               | 15 | Стівен Н'Зонзі   |     | 55' |
| ЗХ               | 12 | Корентен Толіссо |     | 73' |
| ЗХ               | 18 | Набіл Фекір      |     | 81' |
| Головний тренер: |    |                  |     |     |
| Дідьє Дешам      |    |                  |     |     |

| ВР               | 1  | Данієль Субашич  |       |     |
| ЗХ               | 2  | Шиме Врсалько    | 90+2' |     |
| ЗХ               | 6  | Деян Ловрен      |       |     |
| ЗХ               | 21 | Домагой Віда     |       |     |
| ЗХ               | 3  | Іван Стринич     |       | 82' |
| ПЗ               | 7  | Іван Ракитич     |       |     |
| ПЗ               | 11 | Марцело Брозович |       |     |
| ПЗ               | 18 | Анте Ребич       |       | 71' |
| ПЗ               | 10 | Лука Модрич      |       |     |
| НП               | 4  | Іван Перишич     |       |     |
| НП               | 17 | Маріо Манджукич  |       |     |
| Заміни:          |    |                  |       |     |
| ВР               | 9  | Андрей Крамарич  |       | 71' |
| ЗХ               | 20 | Марко П'яца      |       | 82' |
| Головний тренер: |    |                  |       |     |
| Златко Далич     |    |                  |       |     |

| Найкращий гравець матчу: Антуан Грізманн (Франція) Помічники судді: Ернан Майдана (Аргентина) Хуан Пабло Белатті (Аргентина) Четвертий суддя: Бйорн Кейперс (Нідерланди) П'ятий суддя: Ервін Зейнстра (Нідерланди) Відеоасистент: Массіміліано Ірраті (Італія) Помічники відеоасистента: Мауро Вільяно (Аргентина) Карлос Астроса (Чилі) Данні Маккелі (Нідерланди) | Регламент - 90 хвилин. - 30 хвилин додаткового часу за необхідності. - Серія пенальті за необхідності. - По дванадцять запасних гравців. - Максимум три заміни гравців від кожної команди посеред матчу, дозволена четверта заміна у випадку додаткового часу. |